# Nordine Arik
Nordine Arik est un ancien boxeur professionnel français né le 12 février 1980 à Angers. Il a été actif de 2000 à 2025 et a remporté plusieurs titres continentaux dans la catégorie des poids super-welters. Il est également élu local, occupant la fonction d'adjoint aux sports à la mairie du Mans. En 2024, il est sélectionné par le comité international olympique pour porter la flamme olympique lors du relais collectif à Saint-Quentin.

## Biographie
Nordine Arik est un ancien boxeur professionnel français, aujourd’hui engagé dans la vie publique. Originaire d'Angers, il s’est distingué par une carrière sportive riche, suivie d’un engagement fort dans les domaines politique, associatif et médiatique.
Il est le petit-fils de Moha Arik, premier boxeur professionnel de l’histoire du Maroc, champion du Maroc en 1948, sélectionneur de l’équipe royale de boxe olympique et premier à avoir conduit le pays au championnat du monde amateur à Cuba en 1974. Moha Arik fut aussi un proche et partenaire d’entraînement de Marcel Cerdan lorsque ce dernier séjournait au Maroc.
Son père, Abdehafid Arik, poursuit l’héritage sportif familial. Il devient champion d’Afrique en 1979 en Libye, ce qui lui permet de se qualifier pour les jeux olympiques de Moscou en 1980. Il poursuit ensuite une carrière professionnelle en France, disputant 27 combats, dont certains face à des figures de la boxe européenne et mondiale comme Nino La Roca (champion d’Europe) et Aaron Davis (challenger mondial américain). Plusieurs de ses combats sont diffusés sur Canal+.

## Carrière Sportive
Nordine Arik commence sa carrière en boxe amateur entre 2000 et 2004 puis devient boxeur professionnel en 2005 et pendant 17 ans. Ses principaux faits d'armes sont :
- Champion de la fédération d'Asie de boxe dans la catégorie des poids super-welters en 2022 face à Carlos Lopez[1],[2]
- Champion international francophone WBC des super-welters en 2018 aux dépens de Vladimer Janezashvili
- Combat en 2015 pour le championnat d'Afrique des poids moyens Patrice Sou Toke (perd aux points sur décision unanime)
- Combat en 2014 pour le championnat de France des poids welters Damien Martin (perd aux points sur décision partagée)[3],[4]

Tout au long de sa carrière, il a participé à plusieurs camps d'entrainement d’élite à travers le monde : à Las Vegas avec la famille Mayweather, à Big Bear Lake avec l'équipe de Gennady Golovkin et son entrianeur Abel Sanchez, ou encore avec Shane Mosley et son fils.  
Il s’est entraîné avec Luis Lagermann entre Miami et Stockholm, mais aussi au Japon (au Teiken Gym à Tokyo), au Brésil, en Chine, à Cuba, en Thaïlande, au Maroc et au Qatar.
Sa carrière s’est achevée aux Émirats arabes unis, où il a entamé une reconversion en tant qu’organisateur de galas internationaux, manager sportif et accompagnateur de talents.

## Distinctions
- Sélectionné pour porter la flamme olympique Paris 2024 lors du relais collectif à Saint-Quentin[5].
- Parrain de la brigade anti-discrimination lancée par le président Emmanuel Macron
- Parrain de Sookie, start-up solidaire contre le gaspillage alimentaire
- Parrain de Punch Live, association pour le sport et l’inclusion

## Engagement politique
Après sa carrière sportive, Nordine Arik devient adjoint aux sports à la mairie du Mans. Il s’engage pour le développement du sport amateur et professionnel.
- Maire-adjoint aux sports à la Ville du Mans.
- Conseiller communautaire à Le Mans Métropole
- Référent départemental (Sarthe) pour l’ANDES
- Membre titulaire de la Commission Régionale du Développement du Sport (CRDS) dans le pays de la Loire
- Vice-président du syndicat mixte des 24 Heures du Mans